# Samenstelling Belgische Senaat 1884-1888
De lijst van leden van de Belgische Senaat van 1884 tot 1888. De Senaat telde toen 69 zetels. Het nationale kiesstelsel was in die periode gebaseerd op cijnskiesrecht, volgens een systeem van een meerderheidsstelsel, gecombineerd met een districtenstelsel. Iedere Belg die ouder dan 25 jaar was en een bepaalde hoeveelheid cijns betaalde, kreeg stemrecht. Hierdoor was er een beperkt kiezerskorps.
De legislatuur liep van 22 juli 1884 tot 24 mei 1888 en volgde uit de verkiezingen van 8 juli 1884, waarbij alle 69 senatoren werden verkozen. Tijdens deze legislatuur waren achtereenvolgens de regering-Malou (juni - oktober 1884) en de regering-Beernaert (oktober 1884 - maart 1894) in functie. Dit waren katholieke meerderheden.

## Samenstelling
| Fractie | Fractie     | Zetels |
| ------- | ----------- | ------ |
|         | Katholieken | 43     |
|         | Liberalen   | 26     |

## Lijst van de senatoren
| Senator                                | Partij    | Aanduiding                   | Kieskring         | Opmerkingen |
| -------------------------------------- | --------- | ---------------------------- | ----------------- | --- |
| Jean Van Put                           | Katholiek | Rechtstreeks gekozen senator | Antwerpen         | Vervangt vanaf 29 januari 1885 de overleden Athanase de Meester. |
| Gaston de Pret Roose de Calesberg      | Katholiek | Rechtstreeks gekozen senator | Antwerpen         | |
| Ferdinand Le Grelle                    | Katholiek | Rechtstreeks gekozen senator | Antwerpen         | Vervangt vanaf 21 december 1885 de overleden John Cogels. |
| Jacques Van den Bemden                 | Katholiek | Rechtstreeks gekozen senator | Antwerpen         | |
| Arthur de Beughem de Houtem            | Katholiek | Rechtstreeks gekozen senator | Mechelen          | Vervangt vanaf 18 november 1886 de overleden Ludovic-Marie d'Ursel. |
| Gaston de Buisseret                    | Katholiek | Rechtstreeks gekozen senator | Mechelen          | |
| Charles de Merode-Westerloo            | Katholiek | Rechtstreeks gekozen senator | Turnhout          | Ondervoorzitter tot 10 november 1885, Senaatsvoorzitter vanaf 10 november 1885 en voorzitter van de commissie Spoorwegen, Posterijen en Telegrafie.                              |
| Alfred de Brouckère                    | Liberaal  | Rechtstreeks gekozen senator | Brussel           | Vervangt vanaf 3 september 1884 de overleden Pierre Piron. |
| Joseph Van Schoor                      | Liberaal  | Rechtstreeks gekozen senator | Brussel           | Voorzitter van de commissie Oorlog. |
| Charles Graux                          | Liberaal  | Rechtstreeks gekozen senator | Brussel           | |
| Ludolphe de Renesse                    | Liberaal  | Rechtstreeks gekozen senator | Brussel           | |
| Jean Crocq                             | Liberaal  | Rechtstreeks gekozen senator | Brussel           | |
| Ferdinand Bischoffsheim                | Liberaal  | Rechtstreeks gekozen senator | Brussel           | |
| Firmin Mignot                          | Liberaal  | Rechtstreeks gekozen senator | Brussel           | |
| Albert Vaucamps                        | Liberaal  | Rechtstreeks gekozen senator | Brussel           | |
| Edmond Willems                         | Katholiek | Rechtstreeks gekozen senator | Leuven            | Quaestor. |
| Maximilien Michaux                     | Katholiek | Rechtstreeks gekozen senator | Leuven            | |
| Arsène Pigeolet                        | Liberaal  | Rechtstreeks gekozen senator | Nijvel            | |
| Alexandre de Vrints Treuenfeld         | Liberaal  | Rechtstreeks gekozen senator | Nijvel            | |
| Léon van Ockerhout                     | Katholiek | Rechtstreeks gekozen senator | Brugge            | |
| Georges de Crombrugghe de Looringhe    | Katholiek | Rechtstreeks gekozen senator | Brugge            | |
| Charles de Coninck de Merckem          | Katholiek | Rechtstreeks gekozen senator | Veurne-Diksmuide  | |
| Thierry de Limburg Stirum              | Katholiek | Rechtstreeks gekozen senator | Oostende          | |
| Jules Joseph d'Anethan                 | Katholiek | Rechtstreeks gekozen senator | Tielt             | Senaatsvoorzitter tot 10 november 1885 en voorzitter van de commissie Justitie.                                                                                                  |
| Eugène-Edouard van Outryve d'Ydewalle  | Katholiek | Rechtstreeks gekozen senator | Roeselare         | Vervangt vanaf 24 maart 1885 de overleden Ernest Solvyns. Solvyns was tot aan zijn dood op 18 januari 1885 voorzitter van de commissie Binnenlandse Zaken en Openbaar Onderwijs. |
| Paul de Bethune                        | Katholiek | Rechtstreeks gekozen senator | Kortrijk          | Secretaris. |
| Jules Lammens                          | Katholiek | Rechtstreeks gekozen senator | Kortrijk          | |
| Arthur Surmont de Volsberghe           | Katholiek | Rechtstreeks gekozen senator | Ieper             | Vanaf 21 december 1885 voorzitter van de commissie Binnenlandse Zaken en Openbaar Onderwijs.                                                                                     |
| Henri t'Kint de Roodenbeke             | Katholiek | Rechtstreeks gekozen senator | Eeklo             | Ondervoorzitter en voorzitter van de commissie Buitenlandse Zaken. |
| Jean Casier                            | Katholiek | Rechtstreeks gekozen senator | Gent              | |
| Amédée Pycke de Peteghem               | Katholiek | Rechtstreeks gekozen senator | Gent              | |
| Edmond Bracq                           | Katholiek | Rechtstreeks gekozen senator | Gent              | |
| Floribert Soupart                      | Katholiek | Rechtstreeks gekozen senator | Gent              | |
| Florimond de Brouchoven de Bergeyck    | Katholiek | Rechtstreeks gekozen senator | Sint-Niklaas      | |
| Stanislas Vilain XIIII                 | Katholiek | Rechtstreeks gekozen senator | Sint-Niklaas      | Vervangt vanaf 9 november 1886 de overleden Jules Malou. Malou zelf verving vanaf 19 maart 1886 de overleden Alfred Vilain XIIII.                                                |
| Adolphe Christyn de Ribaucourt         | Katholiek | Rechtstreeks gekozen senator | Dendermonde       | Secretaris. |
| Oscar Pycke de Peteghem                | Katholiek | Rechtstreeks gekozen senator | Oudenaarde        | Quaestor. |
| Charles Van Vreckem                    | Katholiek | Rechtstreeks gekozen senator | Aalst             | |
| Jean Leirens                           | Katholiek | Rechtstreeks gekozen senator | Aalst             | |
| Louis Hardenpont                       | Liberaal  | Rechtstreeks gekozen senator | Bergen            | |
| Victor Tercelin                        | Liberaal  | Rechtstreeks gekozen senator | Bergen            | Secretaris en voorzitter van de commissie Financiën. |
| Alfred Dethuin                         | Liberaal  | Rechtstreeks gekozen senator | Bergen            | |
| Edmond Caulier                         | Katholiek | Rechtstreeks gekozen senator | Zinnik            | |
| Jean-Baptiste Cornet                   | Katholiek | Rechtstreeks gekozen senator | Zinnik            | |
| Louis Bonnet                           | Liberaal  | Rechtstreeks gekozen senator | Doornik           | |
| Henri Dumon                            | Katholiek | Rechtstreeks gekozen senator | Doornik           | |
| Emile Henri d'Oultremont               | Katholiek | Rechtstreeks gekozen senator | Aat               | |
| Edouard de Haussy                      | Liberaal  | Rechtstreeks gekozen senator | Thuin             | |
| Charles Emile Balisaux                 | Liberaal  | Rechtstreeks gekozen senator | Charleroi         | |
| Edmond Piret-Goblet                    | Liberaal  | Rechtstreeks gekozen senator | Charleroi         | |
| Barthel Dewandre                       | Liberaal  | Rechtstreeks gekozen senator | Charleroi         | |
| Julien d'Andrimont                     | Liberaal  | Rechtstreeks gekozen senator | Luik              | |
| Georges Montefiore-Levi                | Liberaal  | Rechtstreeks gekozen senator | Luik              | |
| Hippolyte de Looz-Corswarem            | Liberaal  | Rechtstreeks gekozen senator | Luik              | |
| Frédéric Braconier                     | Liberaal  | Rechtstreeks gekozen senator | Luik              | |
| Gustave de Lhoneux                     | Liberaal  | Rechtstreeks gekozen senator | Hoei              | |
| Edmond de Selys Longchamps             | Liberaal  | Rechtstreeks gekozen senator | Borgworm          | Voorzitter van de commissie Landbouw, Nijverheid en Openbare Werken. |
| Alfred Simonis                         | Katholiek | Rechtstreeks gekozen senator | Verviers          | |
| Emmanuel de Biolley                    | Katholiek | Rechtstreeks gekozen senator | Verviers          | |
| Edmond Whettnall                       | Katholiek | Rechtstreeks gekozen senator | Hasselt           | Vervangt vanaf 8 november 1887 Oscar Coemans, die provincieraadslid van Limburg wordt. Coemans zelf verving vanaf 10 november 1885 de overleden Eugène Van Willigen.             |
| François de Borchgrave d'Altena        | Katholiek | Rechtstreeks gekozen senator | Tongeren          | |
| Charles Arthur de Hemricourt de Grunne | Katholiek | Rechtstreeks gekozen senator | Maaseik           | |
| Philippe de Limburg Stirum             | Katholiek | Rechtstreeks gekozen senator | Neufchâteau       | |
| Grégoire Orban de Xivry                | Katholiek | Rechtstreeks gekozen senator | Bastenaken-Marche | |
| Prosper Crabbe                         | Liberaal  | Rechtstreeks gekozen senator | Aarlen-Virton     | |
| Justin-Charles de Labeville            | Liberaal  | Rechtstreeks gekozen senator | Philippeville     | |
| Alfred d'Huart                         | Katholiek | Rechtstreeks gekozen senator | Dinant            | Secretaris. |
| Paul de Bruges de Gerpinnes            | Katholiek | Rechtstreeks gekozen senator | Namen             | |
| Florimond de Namur d'Elzée             | Katholiek | Rechtstreeks gekozen senator | Namen             | Ondervoorzitter vanaf 10 november 1885. |